# جون ريتشي (لاعب كرة قدم مواليد 1944)
جون ريتشي (بالإنجليزية: John Ritchie)‏ هو لاعب كرة قدم بريطاني في مركز ظهير ‏، ولد في 10 أبريل 1944 في أشينغتون ‏ في المملكة المتحدة، وتوفي في 16 فبراير 2012. لعب مع برادفورد سيتي وبريستون نورث إيند وبورت فايل.